# Джерело Карасу-Баши

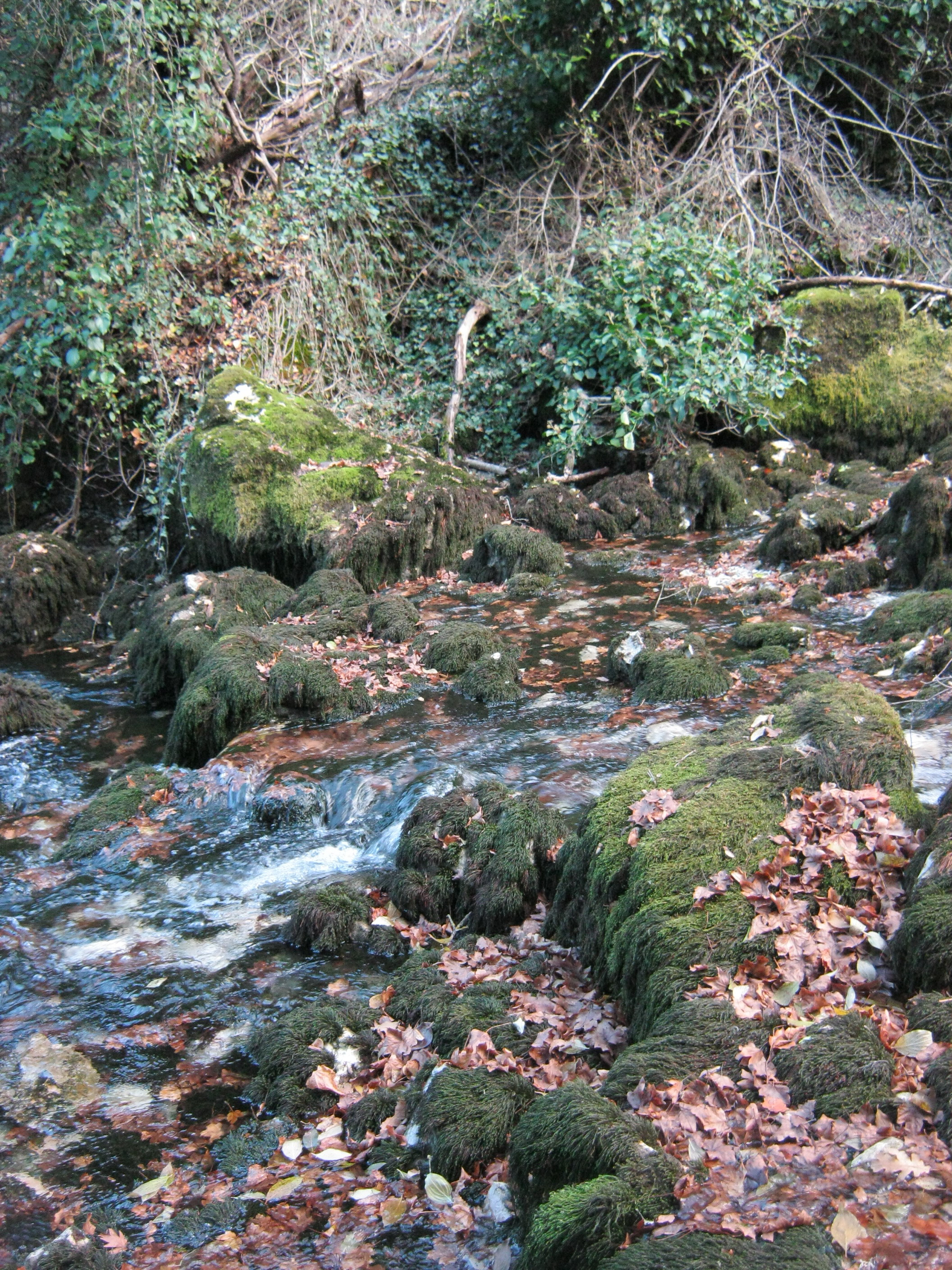
Джерело Карасу-Баши

Карасу́-Баши́, Карасу́в-Баши́, (крим. Qarasuv Başı) — найпотужніше карстове джерело Криму (не менше 200 л / сек). Дає початок річці Біюк-Карасу, правому притоку Салгиру. У джерело вода надходить майже з усього плато Карабі-Яйла через печеру Суучхан-Коба. Джерело не пересихає і не замерзає. Температура води протягом року коливається в межах від +9 до + 11 °C. Сьогодні це водозабірна зона «Витік». Тут знаходиться насосна станція, яка подає воду в Білогірський район. На місці джерела в 1975 у був створений однойменний пам'ятник природи загальнодержавного значення із загальною площею 24 га.
Назва Карасу-Баши до видання Указу Президії Верховної Ради РРФСР від 18 травня 1948 року про перейменування населених пунктів Кримської області носило розташоване поблизу село Карасівка.
У 1786 році джерело досліджував француз Жильбер Ромм. Його звіти є першою згадкою про Карасу-Баши. У 1794 році тут побував академік Петер Паллас. У 1844 році — письменниця О. Шишкіна.
Поруч з джерелом, по схилах однойменного ущелини б'ють численні джерела, звані грифонами.